# Onthophagus unguiculatus
Onthophagus unguiculatus är en skalbaggsart som beskrevs av Kabakov 1994. Onthophagus unguiculatus ingår i släktet Onthophagus och familjen bladhorningar. Inga underarter finns listade i Catalogue of Life.